# Koldskål
El koldskål es una bebida o sopa fría dulce hecha con suero de mantequilla y otros ingredientes: huevo, azúcar, nata y otros productos lácteos, vainilla y limón. Surgió cuando el suero de mantequilla se popularizó en Dinamarca a principios de la década de 1900, y se comía fría en verano como postre o aperitivo. Desde 1979 se han comercializado versiones ya preparadas, originalmente de Esbjerg Mejeri y en la actualizada principalmente de Arla.
Originalmente, el nombre koldskål se usaba para describir unas gachas dulces, pero este plato ya no suele comerse nunca. Tradicionalmente, el koldskål se sirve con galletas secas y crujientes, como las tvebakker o kammerjunkere.
Como sucede con frecuencia en Dinamarca, el consumo de koldskål depende en gran medida del tiempo, pudiendo doblar un par de semanas de tiempo templado la demanda de koldskål preparado. Según las cifras de la Junta Láctea Danesa, las empresas lácteas danesas produjeron en la 24ª semana de 2007 1,2 millones de litros de koldskål (algo más de 2 decilitros por habitante), cayendo luego a menos de la mitad en solo 3 semanas.